# تفاعل ازدواج البيناكول

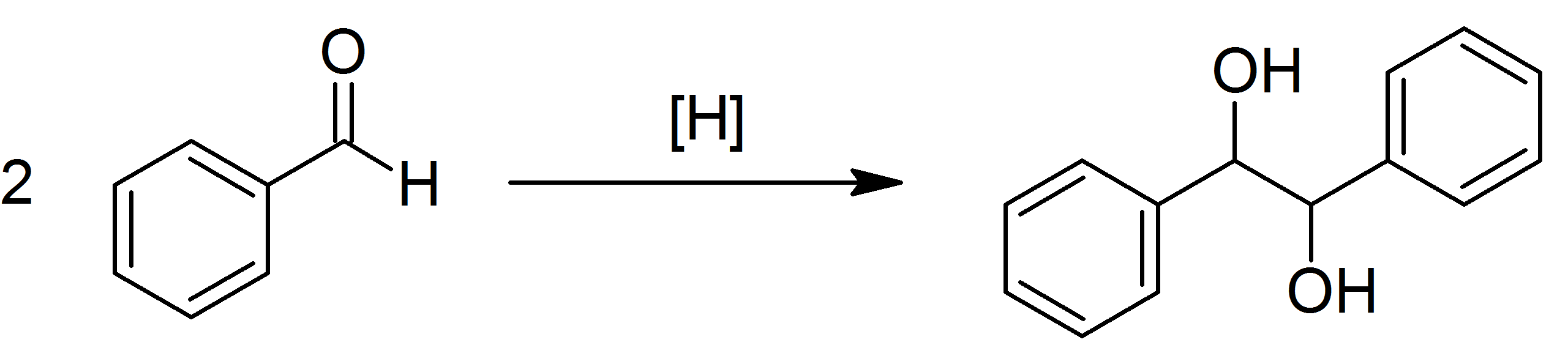
تفاعل ازدواج البيناكول

تفاعل ازدواج البيناكول هو تفاعل كيميائي عضوي يحدث فيه تفاعل ازدواج بتشكيل رابطة تساهمية بين ذرتي كربون C-C بين مجموعتي كربونيل لألدهيد أو كيتون بوجود مانح إلكتروني في آلية جذرية.
يكون ناتج التفاعل عبارة عن ديول تكون فيه مجموعتا الهيدروكسيل متجاورتين. سمّي التفاعل نسبة إلى مركب البيناكول (رباعي ميثيل إيثيلين غليكول) والذي يحضر بواسطة هذا التفاعل باستخدام الأسيتون كمادة متفاعلة.

## اقرأ أيضاً
- تفاعل ازدواج
- تفاعل ازدواج متبادل